# Каллисто (опера)
«Каллисто» (иногда в русскоязычной литературе встречается вариант «Калисто»; итал. La Calisto) — опера (итал. favola dramatica musicale) Франческо Кавалли с прологом в трёх действиях. Автор либретто на итальянском языке — Джованни Фаустини. Это была тринадцатая по счёту опера Кавалли и девятая, созданная им в сотрудничестве с Фаустини. Либретто к этой опере — самое известное, наряду с его же либретто к «Орминдо», произведение Фаустини. В его основу положен мифологический сюжет из «Метаморфоз» Овидия — история нимфы Каллисто, соблазнённой Юпитером. Опера была поставлена впервые в 1651 году в венецианском театре Сан-Аполлинаре (премьера состоялась 28 ноября 1651 года) и выдержала всего одиннадцать представлений, не вызвав интереса у публики. В настоящее время критиками признаётся одной из лучших венецианских опер XVII века, созданной в период расцвета творчества Кавалли. Ромен Роллан, высоко оценивая это произведение Кавалли, поставил того в один ряд «гениев из породы таких, как Веронезе». В 1975 году партитура «Каллисто» была расшифрована британским дирижёром Рэймондом Леппардом. С ростом интереса в последние десятилетия XX — начале XXI века к музыке барокко и аутентичному исполнению регулярно появляются новые постановки и записи оперы.

## История постановок и адаптаций
В 1650 году Джованни Фаустини, бывший не только либреттистом, но и импресарио, взял в аренду небольшой театр Сан-Аполлинаре. Вместе с Фаустини в дело вошли его брат Марко и ещё несколько венецианских предпринимателей. Фаустини успел поставить в Сан-Апполинаре три оперы Кавалли. Для того, чтобы привлечь публику зрелищностью действия, он оборудовал театр сложной сценической техникой. Благодаря тому, что сохранились бухгалтерская книга Марко Фаустини, либретто и рукопись партитуры «Каллисто», это произведение Кавалли — одна из немногих хорошо задокументированных опер XVII века. Известны полный состав исполнителей и музыкантов небольшого ансамбля (две скрипки и континуо), расходы на декорации, механизмы для сцены и даже самые незначительные затраты (например, оплата поездок на гондолах певцов), длительность спектаклей, количество зрителей, посетивших представления.
Первую венецианскую постановку «Каллисто» сопровождали трагические стечения обстоятельств. После премьеры заболел и умер исполнитель партии Эндимиона, Бонифацио Серетти. Смерть Серетти потребовала от композитора изменения партитуры: первоначальная партия для певца-альта была переписана для сопраниста и, вероятно, была назначена одному из братьев Каресана. Два сопрано, исполнители партий Фурий, были заменены одним басом. Появился новый персонаж — пьяный крестьянин по имени Бифолько, вероятно, роль была доверена новому певцу, Лоренцо Ферри, партия Бифолько не дошла до нашего времени. 19 декабря скончался Джованни Фаустини, сложно сказать, в какой мере повлияла его смерть на судьбу постановки. Однако одиннадцать представлений «Каллисто», прошедшие с 28 ноября по 31 декабря 1651 года привлекли в общей сложности лишь около 1200 зрителей в театр, в зале которого одновременно могли разместиться 400 человек.
Рукопись партитуры сохранилась в венецианской Библиотеке Марчиана, что позволило возродить «Каллисто» в наше время. Первым, кто опубликовал партитуру оперы Кавалли, был британский дирижёр Рэймонд Леппард (1975). Леппард аранжировал оперу для выступления на Глайндборнском оперном фестивале в 1970 году. В постановке участвовали многие известные на тот момент исполнители, в том числе Джанет Бейкер в роли Дианы. Как отметила Дженнифер Уильямс Браун, представляя свою версию «Каллисто» (2007), Леппард имел опасения, что и исполнителям и слушателям будет сложно принять музыку Кавалли и перекомпоновал произведение в соответствии с музыкальными трендами 1970-х годов. По прошествии десятилетий с момента публикации первой редакции оперы, продолжает Уильямс Браун, в понимании барочной музыки продвинулись не только музыканты, но и критики и, собственно, слушатели. Появились новые записи постановок Моретти, Рене Якобса, Джейн Гловер,  и Серджо Вартоло. Тем не менее многие идеи Леппарда были восприняты и использованы тем же Якобсом в его версии «Каллисто».
Премьера оперы в США состоялась в апреле 1972 года на открытии павильона Патрисии Корбетт в Музыкальном колледже-консерватории Цинциннати. В постановке участвовали Барбара Дэниэлз в роли Дианы и Том Фокс в роли Юпитера. Одной из наиболее заметных современных постановок «Каллисто» считается проект театра Ла Монне (Брюссель, 1993). Дирижёру Рене Якобсу и режиссёру Герберту Вернике, представившим зрителям действие в духе традиций комедии дель арте, тем не менее удалось глубоко проникнуть в трагическую сущность произведения Кавалли. В заглавной партии с успехом выступила сопрано Мария Байо, а весь ансамбль исполнителей: Юпитер и Юпитер в образе Дианы — Марчелло Липпи, Эндимион — Грэм Пуши, Сатирино — Доминик Висс, Юнона — Соня Феодориду, Меркурий — Ханс Петер Каммерер, продемонстрировал «крепкое» аутентичное прочтение оперы. С несколько изменённым составом постановка была записана в 1994 году в Кёльне. Постановки Якобса, лондонского Ковент-Гардена и мадридского Королевского театра способствовали популярности «Каллисто».
С началом XXI века стали появляться новые постановки оперы, основанные как на уже известных редакциях, так и на современных интерпретациях произведения Кавалли, которые не были опубликованы. В 2008 году новое издание партитуры, осуществлённое Дженнифер Уильямс Браун (A-R Editions, 2007), было удостоено премии имени Клода Палиски Американского музыковедческого общества (признание выдающихся научных изданий или переводов).

## Роли и исполнители на венецианской премьере
Несмотря на то, что в бухгалтерской книге Марко Фаустини упоминаются имена всех певцов, участвовавших в первой постановке оперы, неизвестно, какие конкретно роли они исполняли. Благодаря работе Бетт (Beth Lise Glixon) и Джонатана Гликсонов (Jonathan Emmanuel Glixon) восстановлено соответствие исполнителей и действующих лиц.
| Роль                                           | Певческий голос | Премьера 28 ноября 1651 (Дирижёр: Франческо Кавалли) |
| ---------------------------------------------- | --------------- | ---------------------------------------------------- |
| Природа                                        | альт кастрат    | Томмазо Бови                                         |
| Вечность                                       | сопрано         | Маргарита да Коста                                   |
| Судьба                                         | мальчик-сопрано | Кристофоро Каресана                                  |
| Каллисто                                       | сопрано         | Маргарита да Коста                                   |
| Юпитер                                         | бас             | Джулио Чезаре Донати                                 |
| Юпитер в образе Дианы                          | сопрано         | Катерина Джиани                                      |
| Диана                                          | сопрано         | Катерина Джиани                                      |
| Эндимион                                       | альт кастрат    | Бонифацио Серетти                                    |
| Юнона                                          | сопрано         | Нина даль Павон                                      |
| Линфея                                         | сопрано кастрат | Андреа Каресана                                      |
| Сатирино                                       | мальчик-сопрано | Кристофоро Каресана                                  |
| Меркурий                                       | тенор           | тенор из Каррары                                     |
| Пан                                            | альт кастрат    | Томмазо Бови                                         |
| Сильвано                                       | бас             | Пеллегрино Каннер                                    |
| Фурия 1                                        | сопрано-кастрат | Андреа Каресана                                      |
| Фурия 2                                        | мальчик-сопрано | Кристофоро Каресана                                  |
| Хор: небесные светила                          |                 |                                                      |
| Пантомима: 4 вооружённые нимфы Дианы; 2 сатира |                 |                                                      |

## Сюжет

### Пролог
Действие происходит в гроте Вечности. В Прологе оперы олицетворения Вечности, Природы и Судьбы повествуют о чистых душах, которые из грота Вечности приходят в мир людей перед тем, как вознестись на небеса (Природа: Alme pure e volanti). Вечность говорит о том, что путь к бессмертию полон препятствий (Chi qua sale), в связи с этим Природа и Судьба вспоминают историю Геркулеса (Il calle d’Alcide). В заключение Пролога Вечность, Природа и Судьба поют о нимфе Каллисто, ставшей созвездием и получившей бессмертие (Calisto a le stelle).

### Акт первый
- Сцены 1—6. Выжженая земля

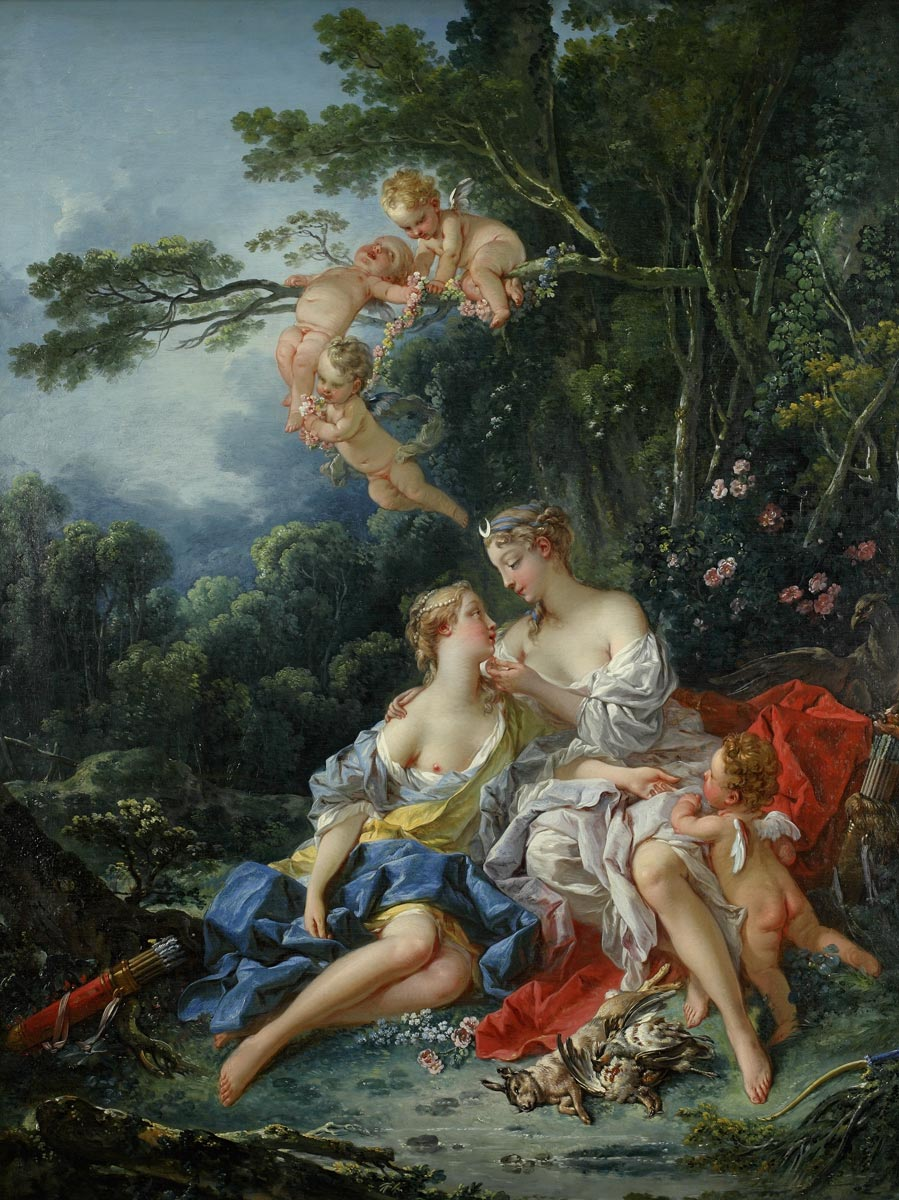
Франсуа Буше. Юпитер и Каллисто

Юпитер спускается с Олимпа на Землю, выжженную после падения Фаэтона, не сумевшего справиться с колесницей своего отца, Аполлона. Юпитеру, собирающемуся восстановить Землю, сопутствует Меркурий.
В лесу, сожжённом огнём, Юпитер встречает нимфу Каллисто, спутницу Дианы — богини охоты (Oh che luci serene). Каллисто страдает от гибели леса (Piante ombrose). Юпитер во власти любовной страсти пытается покорить нимфу тем, что возрождает лес и возвращает в него источники воды (Vedi de la sorgente). Однако Каллисто (она считает, что это Юпитер погубил её любимый лес) отвергает любовь бога — она дала обет целомудрия и не нарушит его (Verginella io morir vo’).
Юпитер, сопровождаемый Меркурием, удаляется, Каллисто воспевает свободу от мужчин (Non è maggior piacere). Не оставив мысли о соблазнении Каллисто, Юпитер по совету Меркурия перевоплощается в Диану. В одеяниях богини охоты, приняв её голос, он встречается с Каллисто и на этот раз достигает своей цели (O decoro). Завершая сцену, Меркурий воспевает обман, который приходит на помощь в любовной игре (Se non giovano).
- Сцены 7—15. Лес

Пастух Эндимион гуляет в возрождённом лесу, он рад его восстановлению, но в то же время печален, так как безнадёжно любит Луну-Диану. Он встречает богиню со свитой нимф (Serénati, o core). Между Дианой и Эндимионом завязывается нежная беседа, становится ясно, что богиня тайно влюблена в пастуха. Молодая нимфа Линфея осуждает пастуха, который, по её мнению, слишком вольно ведёт себя с чистой непорочной богиней, Диана вынуждена притворно отвергнуть Эндимиона. Пастух уходит, обращая свою песню к Диане (Parto, e porto partendo). Для Линфеи «странная смесь счастья и печали» становится загадкой. На сцену выходит Каллисто, вся в возбуждении от предыдущей встречи с лже-Дианой (Piacere / maggiore), увидев богиню, она устремляется к ней, прося «ещё поцелуев». Диана, поняв, что одна из её нимф утратила девственность, отталкивает Каллисто и изгоняет её из леса (Taci, lasciva, taci). Каллисто полна отчаяния от перемены настроения Дианы (Piangete, sospirate). Линфея озадачена тем, какие противоречивые чувства вызывает любовь.
Линфея мечтает вслух о счастливом замужестве (L’uomo è una dolce cosa). Однако она не одна — молодой сатир Сатирино, подслушав её, готов исполнить её желания (Ninfa bella, che mormora), Линфея, ужасаясь его грубости, отвергает его. Сатирино же сообщает, что он благородного происхождения (Io son, io son d’origine). Линфея уходит, а сатир насмехается над нимфами (Sono superbe e rigide), он считает, что их добродетель показная, она скрывает желания плотской и грубой любви. Появляются Пан и его спутник Сильвано. Пан сожалеет об утраченной благосклонности Дианы (Numi selva-tici), когда-то богиня целовала его, чтобы получить чистейшую белую шерсть. Сатирино и Сильвано запевают (Risuscita), указывая на слабость Дианы, однако Пан думает, что у него есть более удачливый соперник. Сатирино и Сильвано обещают Пану узнать, кто это, и убить его (S’esplori, s’investighi), затем они поют колыбельную Пану (Pane, consólati). Акт завершается танцем медведей.

### Акт второй
- Сцены 1—4. Вершина горы Ликаон

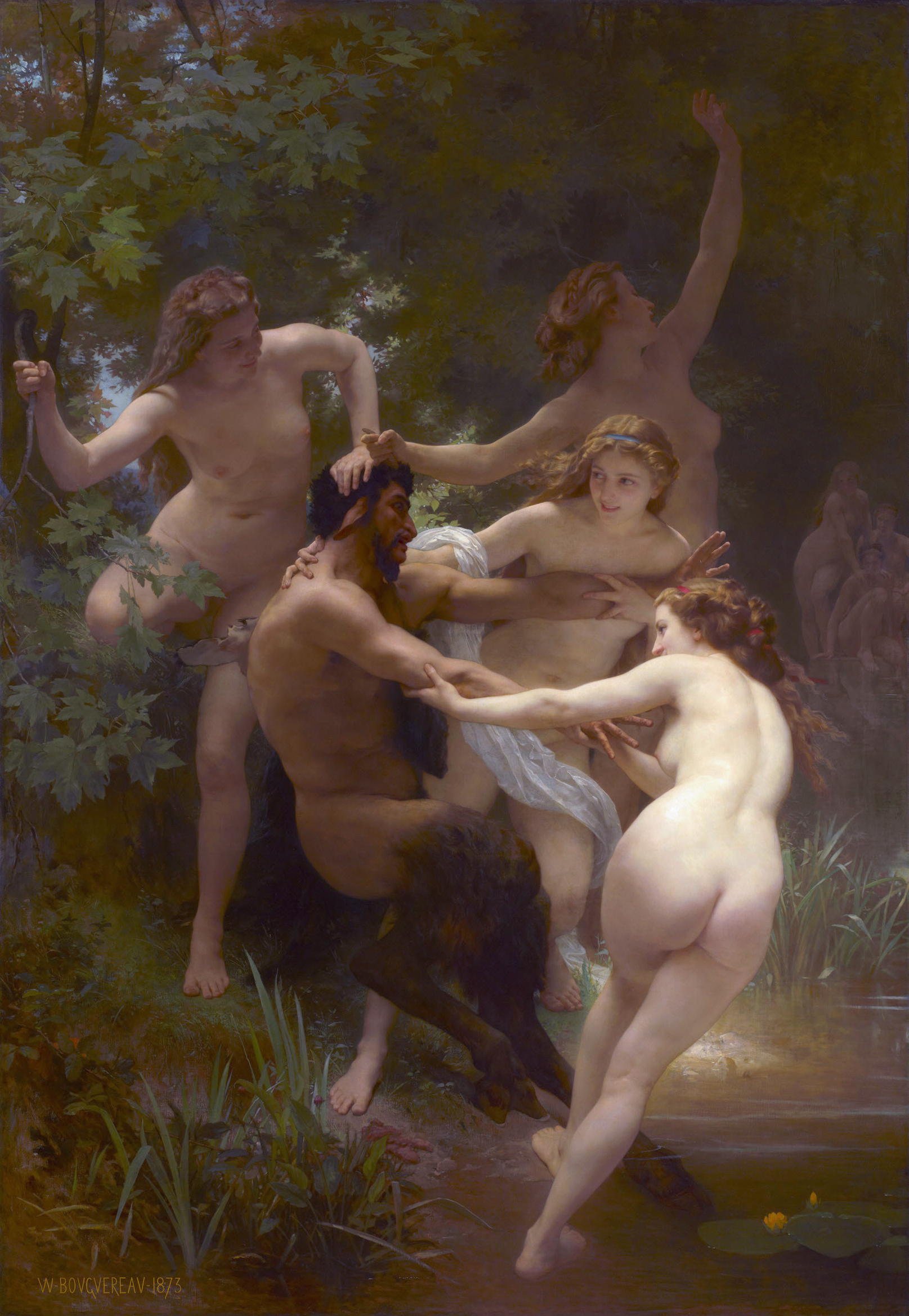
В. Бугро. Нимфы и сатир

Эндимион поднялся на вершину горы, чтобы приблизиться к Луне. Он поёт о лике своей возлюбленной Дианы (Lucidissima face) и засыпает. Восходящая Луна — это сама Диана, которая целует спящего пастуха (Candidi corridori). Эндимион видит прекрасный сон, он просыпается, когда Диана обнимает его. Следуют взаимные признания в любви (Vivi, vivi a’ nostri amori), тем не менее Диана должна уйти, иначе она нарушит законы приличия. Богиня обещает своему возлюбленному скорую встречу, но Эндимион тоскует (Ditemi un poco, amanti). Свидетель этой сцены, Сатирино, порицает женские слабости (Chi crede a femina).
- Сцены с Бифолько 4b и 4c, добавленные во вторую редакцию

Бифолько — его имя означает «пахарь» — служит Эндимиону. Волк украл овцу, и Бифолько разыскивает его. Не преуспев в преследовании волка, он пьёт вино, воспевая бога Вакха («Chi beve / risve») и засыпает. Появляется Линфея, увидев Бифолько, она, предвкушая удовольствия любви («Soave pensier») предлагает ему себя. Однако Бифолько делает выбор в пользу вина, которое приносит ему больше удовольствия, («Amare non vo»; «Bottaccio che vuoto»), а Линфея снова грезит о счастливом браке («Se bene nel sen»).
- Сцены 5—14. Равнина реки Эриманф

Юнона спускается на Землю, она ищет своего мужа, Юпитера. Ей рассказали о ещё одной любовной интриге мужа под чужой личиной («Da le gelose mie cure incessanti»). Юнона предсказывает, что Юпитер вознесёт к звёздам одну из своих возлюбленных. Юнона видит Каллисто, которая всё ещё страдает от того, что была отвергнута Дианой («Sgorgate, anco sgorgate»). Богиня подозревает в нимфе любовницу мужа. Появляется Юпитер в обличье Дианы в сопровождении Меркурия. Юпитер успокаивает Каллисто, Юнона, подслушавшая их разговор, укрепляется в своих подозрениях. Она заводит беседу с лже-Дианой «о поцелуях нимф», Юпитер-Диана оправдывает «своё» поведение. Юнона приходит в ярость, однако Юпитер стоит на своём: с Меркурием вдвоём они поют о том, что мужья не должны позволять своим жёнам управлять собой («È spedito / quel marito»).
Появляется счастливый Эндимион («Cor mio, che vuoi tu?»), его пение слышат Юпитер и Меркурий. Эндимион, обманутый обличьем Юпитера, говорит с ним, как со своей возлюбленной Дианой и таким образом раскрывает её секрет. Входят Пан и его спутники. Они считают, что застали Диану и Эндимиона. Пан в разговоре с лже-Дианой вспоминает их «прежнюю любовь» («Ecco il tuo vago»), Юпитер скрывается. Эндимион остаётся с сатирами, те обвиняют богиню Луны в ветрености («Férmati, o mobile»), смеются над пастухом, который верит в чистоту женщин («Miserabile»). Появляется Линфея, Сатирино пытается овладеть ей («D’aver un consorte»). Заключительный танец нимф и сатиров заканчивается поражением и бегством последних.

### Акт третий
- Сцены 1—7. Исток реки Ладон

Каллисто ожидает Диану и предается воспоминаниям о прошедших свиданиях с богиней («Restino imbalsamate»). Появляется Юнона, с помощью своих подручных — двух Фурий — она мстит Каллисто, превращая нимфу в медведицу («Imponi, disponi de 'nostri veleni»). Юнона отправляется на Олимп, проклиная мужские измены («Mogli mie sconsolate»). Бифолько продолжает воспевать радость, которую дарит вино («Dolce vita / saporita»). Он пытается пить воду из Ладона, но тут же выплёвывает её — только вино, по его мнению, продлевает жизнь.

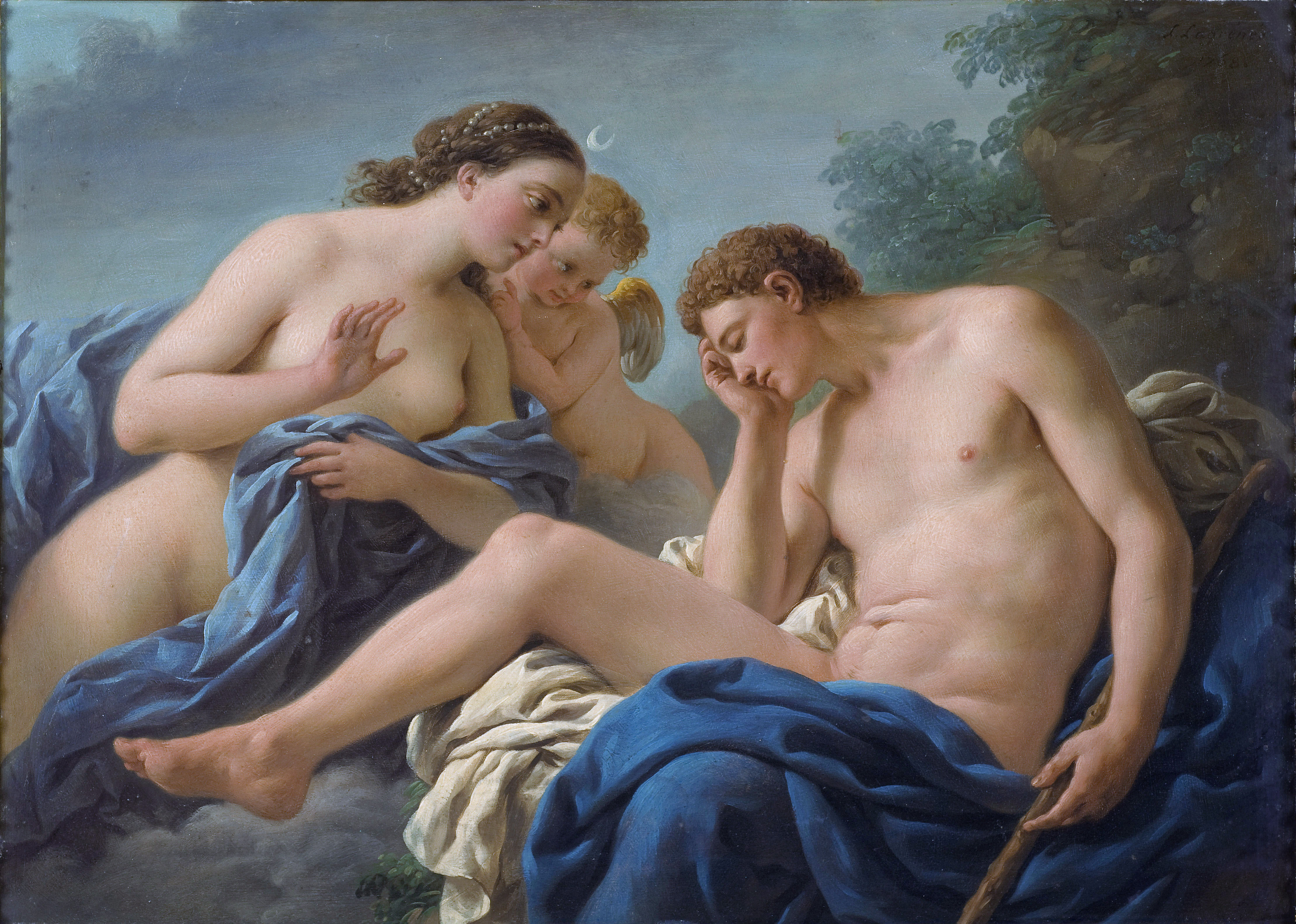
Луи Лагрене. Диана и Эндимион

Появляются Юпитер в своём истинном обличье и Меркурий, который прогоняет Фурий. Юпитер, обращаясь к Каллисто (на время бог превращает её из медведицы в нимфу), раскрывает ей всё произошедшее («Bella miasospirata»). Юпитер не в силах вернуть прежний облик Каллисто навсегда, но он может, после окончания жизни Каллисто в образе медведицы, вместе с потомством от Юпитера, вознести её на небо. Потрясенная Каллисто покоряется воле и любви Юпитера («Eccomi ancella tua»). Перед тем, как Каллисто снова станет медведицей, Юпитер сулит ей открыть рай («Al cielo s’ascenda»). Голоса нимфы и Юпитера сливаются в любовном дуэте («Mio foco fatale»).
Пан и Сильвано угрожают Эндимиону смертью, если тот не отречётся от Дианы, однако пастух непоколебим («Che non l’ami volete?»). Появляется Диана, она спасает Эндимиона и преследует Сильвано и Пана, которые сетуют на своё невезение («O cruda Trivia»). Диана отвергает Пана и говорит, что любит «благородного пастуха», сатиры поют об утрате богиней целомудрия («Cinzia, la casta dea, tutta è lussuria»). Диана и Эндимион снова признаются друг другу в любви («Vivo per te, pietosa»). Чтобы спасти Эндимиона от преследователей, Диана переносит его на гору Латмос, в следующем дуэте они клянутся, что любовь их сохранит целомудрие, но в ней есть место для поцелуев («Dolcissimi baci»).
- Сцена 8. Эмпирей

Юпитер раскрывает перед Каллисто всё богатство небесных сфер («Lestelle / più belle»), после она должна вернуться на Землю, опекаемая Меркурием. Свою земную жизнь она проведёт в облике медведицы и родит сына Юпитера Аркаса. Юпитер обещает вознести мать и сына на небеса, там они станут созвездиями — Большой и Малой Медведицей. Опера завершается трио Каллисто, Юпитера и Меркурия («Mio tonante»).

## Мифологические и литературные источники сюжета оперы

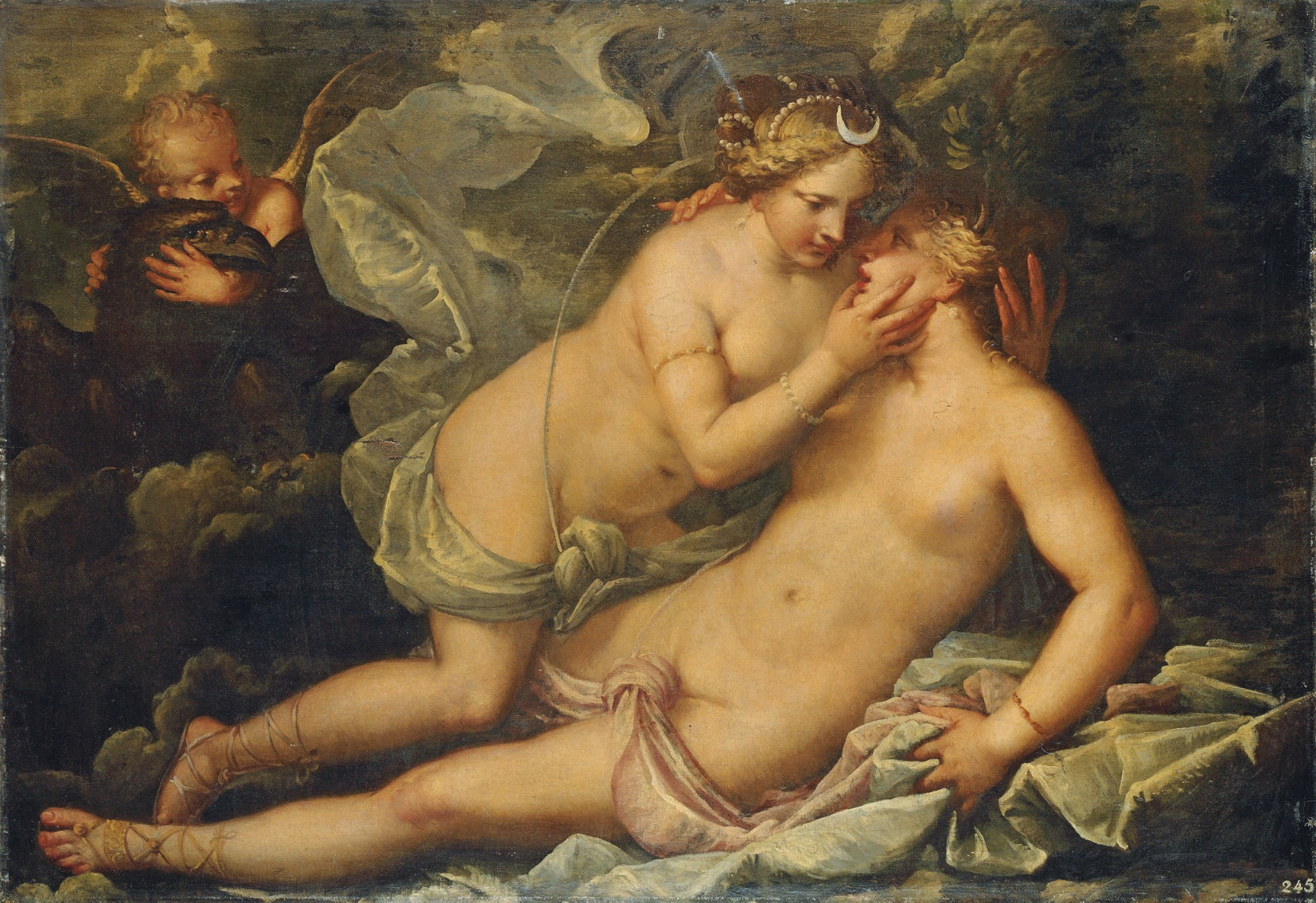
Пьетро Либери. Юпитер в облике Дианы и нимфа Каллисто. После 1640

Миф о спутнице богини охоты Дианы, нимфе Каллисто, соблазнённой Юпитером и наказанной за это, восходит к произведениям Гесиода и был достаточно широко известен в XVII веке. История Каллисто дополнялась и изменялась в течение многих веков. Судя по всему, Фаустини был знаком с мифами, положенными им в основу либретто по ограниченному количеству источников, из них музыковеды выделяют «Метаморфозы» Овидия, но также и произведения более поздних авторов — возможно, Боккаччо (первая публикация — 1472), Конти (1551/1568) и Картари (1556). Среди других авторов, возможно повлиявших на Фаустини, Альваро Торренте называет также творчество итальянцев конца XVI — первой половины XVII века: Луиджи Грото, Альмерико Пассарелли, Джованни Арголи (линия Эндимиона), предположительно Джамбаттисты Марино.
В сюжете «Каллисто» Фаустини соединил три мифологические линии, которые ни в одном античном источнике никак между собой не связаны: обольщение Юпитером Каллисто, любовь Эндимиона к богине Диане и отношения Дианы и Пана, противопоставляемого Эндимиону. Они объединяются в любовные треугольники: Юпитер — Каллисто — Диана и Эндимион — Диана — Пан и имеют одного общего главного персонажа — богиню охоты. Совмещение этих линий — барочное изобретение и особенность произведения Кавалли-Фаустини.
По мнению дирижёра и музыковеда Джейн Гловер, либреттист пошёл на упрощение истории, чтобы подстроиться под вкусы венецианской публики, привыкшей к произведениям с незамысловатой фабулой. Тем не менее всё повествование проникнуто духом нереализованных желаний и разочарования, а финал вряд ли можно назвать счастливым — большинство венецианских опер, в отличие от «Каллисто», оканчиваются свадебными торжествами.

### Пролог

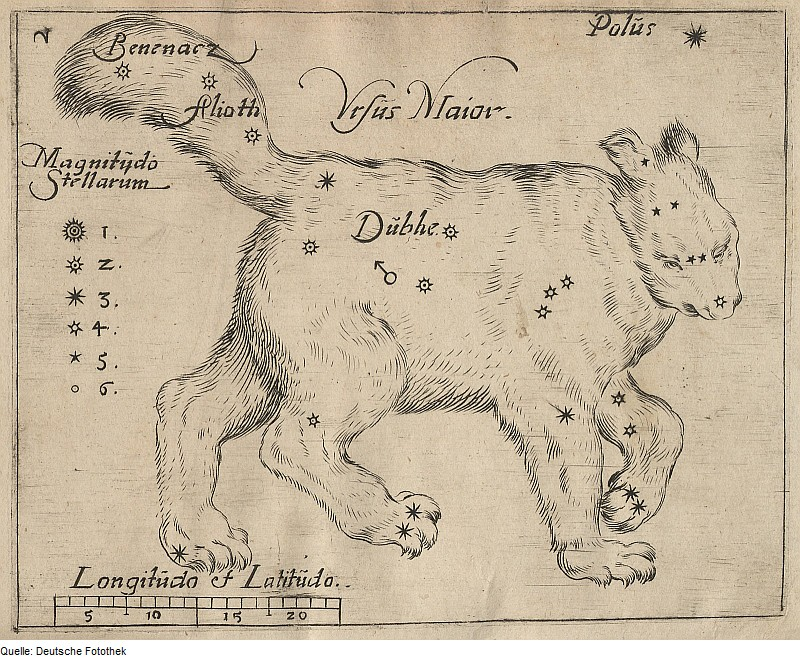
Захариас Борнман. Созвездие Большая Медведица. 1596. Гравюра на меди

Мотив грота (пещеры) Вечности позаимствован у автора IV века, римского поэта греческого происхождения Клавдия Клавдиана. Клавдиан представляет пещеру Вечности, хранилище времени, окруженное змеёй (Уроборос из египетской мифологии), которая кусает себя за хвост. Природа, олицетворяемая женщиной старой, но сохранившей свою красоту, стоит на страже входа пещеры Вечности, она окружена парящими душами. В пещере Вечности древний и «почтенный» старик. Он пишет законы, которые управляют миром, в том числе движением звёзд и планет.
Фаустини выводит на сцену три аллегорические фигуры — Природу (La Natura), Вечность (L’Eternità) и Судьбу (Il Destino). Два первых образа восходят к пещере Вечности Клавдиана, Судьба же — традиционный оперный персонаж, роль эта обыкновенно исполнялась молодым мужчиной. Фиксацию хода истории Фаустини поручает именно Судьбе, которая и сообщает зрителю о вознесении героини на небеса.

### Миф о Каллисто
Миф о Каллисто имеет различные вариации как в греческой, так и в римской мифологиях. По Альберту Хенриксу, собравшему и изучившему изложения истории Каллисто от Гесиода до Павсания, у всех авторов повторяются следующие детали: нимфа, спутница богини охоты, соблазнена Зевсом и, вынашивая его ребёнка, была превращена в медведицу. Родив сына Зевса, Аркаса, была убита Артемидой, а Зевс вознёс её на небо. Некоторые детали истории, ставшие популярными, были добавлены уже позднее: считается, что принятие Зевсом образа Артемиды первым описал поэт Амфис; превращение нимфы в медведицу приписывалось то Артемиде у Гесиода, то Зевсу у Псевдо-Аполлодора, позднее — Гере у Каллимаха. По мнению Хенрикса, роль главной мстительницы Геры и вознесение героини мифа к звёздам (катастеризм) добавились к древнему мифу в эпоху эллинизма.
В «Метаморфозах» Овидия Юпитер не просто соблазняет Каллисто, а насилует её, когда та, разоблачив обман, отказывает божеству. Нимфа наказывается трижды — сначала она изгнана Дианой потому, что утратила девственность, затем превращена ревнивой Юноной в медведицу и, наконец, супруга Юпитера требует от богини Тетис запретить Каллисто, уже в образе созвездия, когда-либо касаться очищающих вод моря. Эта версия бытовала с незначительными изменениями, начиная с Овидия до эпохи Возрождения, очень часто в смягчённом варианте — без изнасилования и мотива запрета входа в море. Известна средневековая трансформация мифа (XIV век, Франция), где проводятся параллели между Каллисто и Девой Марией и Аркасом и Христом, что характерно для эпохи, трактовавшей многие древние легенды в духе христианства. В либретто Фаустини также прослеживаются отсылки к христианскому вероучению.
Музыковед Альваро Торренте отмечает, что две итальянские театральные переработки мифа также могли оказать влияние на автора либретто. Это «Каллисто» Луиджи Грото (1561), где спутником и помощником Юпитера становится Меркурий (линию Меркурия как конфидента Юпитера Фаустини включит в свой сюжет). Они оба превращаются в Диану и Иссею соответственно, их цель — две нимфы — Каллисто и Сельваджия. Однако у Грото суровый древний миф воплотился в пастораль. Второе произведение — Calisto ingannata Альмерико Пассарелли, «декламация под музыку», постановка была осуществлена в театре маркиза Пио Энеа дельи Обицци в январе 1651 года.

### Миф об Эндимионе. Диана и Эндимион. Диана и Пан

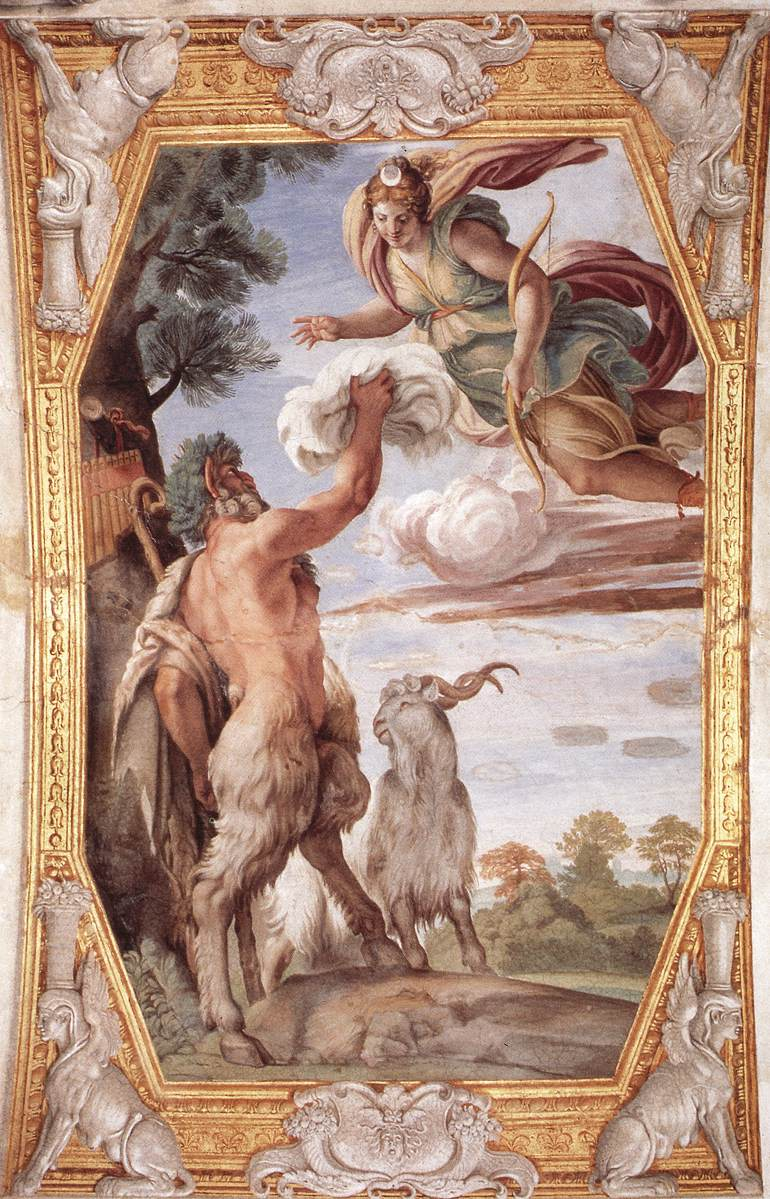
Аннибале Каррачи. Диана и Пан. Вилла Фарнезе. Рим

К мифу об Эндимионе из «Метаморфоз», в отличие от истории Каллисто, античные авторы обращались достаточно редко и он не разрабатывался так глубоко. С началом эпохи Возрождения Эндимион становится героем некоторых поэтических произведений. То, что с Луной в различных религиях связывается несколько божеств, привносит некоторые трудности в интерпретацию истории любви Эндимиона, так как каждая из богинь имеет свои атрибуты, по-разному объясняется и их отношение к девственности. Четыре вопроса, связанные с образом Эндимиона: место его рождения, его социальное положение, его отношения к Луне (Селене, Диане), его последующее погружение в вечный сон, имеют разные интерпретации.
Некоторые ранние авторы (среди них — Сапфо, Псевдо-Аполлодор и Цицерон) повествуют о том, что Луна спустилась в пещеру к спящему пастуху, чтобы поцеловать его. Плиний Старший, Лукиан и Фульгенций утверждают, что Эндимион проник в законы движения Луны по небесному своду, потому что был влюблён и всё время смотрел на неё. Цицерон пишет о платонических отношениях Луны и пастуха, другие авторы утверждают, что между ними была физическая связь. По мнению Аристотеля и Платона — сон Эндимиона его неизменный атрибут, впрочем, в ранних версиях мифа о сне не идёт речи. Псевдо-Аполлодор говорит о вечном сне Эндимиона, позволяющем сохранить вечную молодость, как о подарке от Зевса. Цицерон — о том, что это Луна усыпила Эндимиона, чтобы поцеловать его. Фульгенций приписывает Эндимиону ночной образ жизни — он пас стадо ночью, чтобы видеть возлюбленную Луну, а днём отсыпался. Различны версии и о происхождении Эндимиона — он представляется у разных авторов сыном Зевса, пастухом, охотником, царём Элиды.
Сведения о связи Дианы и бога Пана, соблазнившего богиню даром шерсти «чистейшего белого цвета» от коз из своих стад, сообщает Вергилий в «Георгиках». Комментатор Вергилия Сервий считает, что поэт в этом случае заменил Эндимиона на Пана, однако широко распространённой стала именно версия любовной связи Пана и богини охоты.
Миф об Эндимионе был известен в Италии Нового времени из произведений Боккаччо, Картари и Конти, выходивших в издательстве Альда Мануция. У Конти наиболее развитый вариант мифа со ссылками на многочисленных древних авторов. Боккаччо говорит о Пане и Эндимионе в отдельных рассказах, а Картари — об этих персонажах, действующих в разных вариантах одного мифа. Возможно, ключевую роль в широком распространении истории Пана, Эндимиона и Дианы сыграла поэма Джамбаттисты Марино «Адонис» (L’Adone, 1623). У Марино Эндимион и Пан представлены как соперники, добивающиеся благосклонности Дианы, а в десятой песне Галилео Галилей, изобретатель телескопа, называется «новым Эндимионом». Вслед за Марино сюжет об Эндимионе развивал Джованни Арголи (1609 — ок. 1660).

## Особенности либретто Фаустини

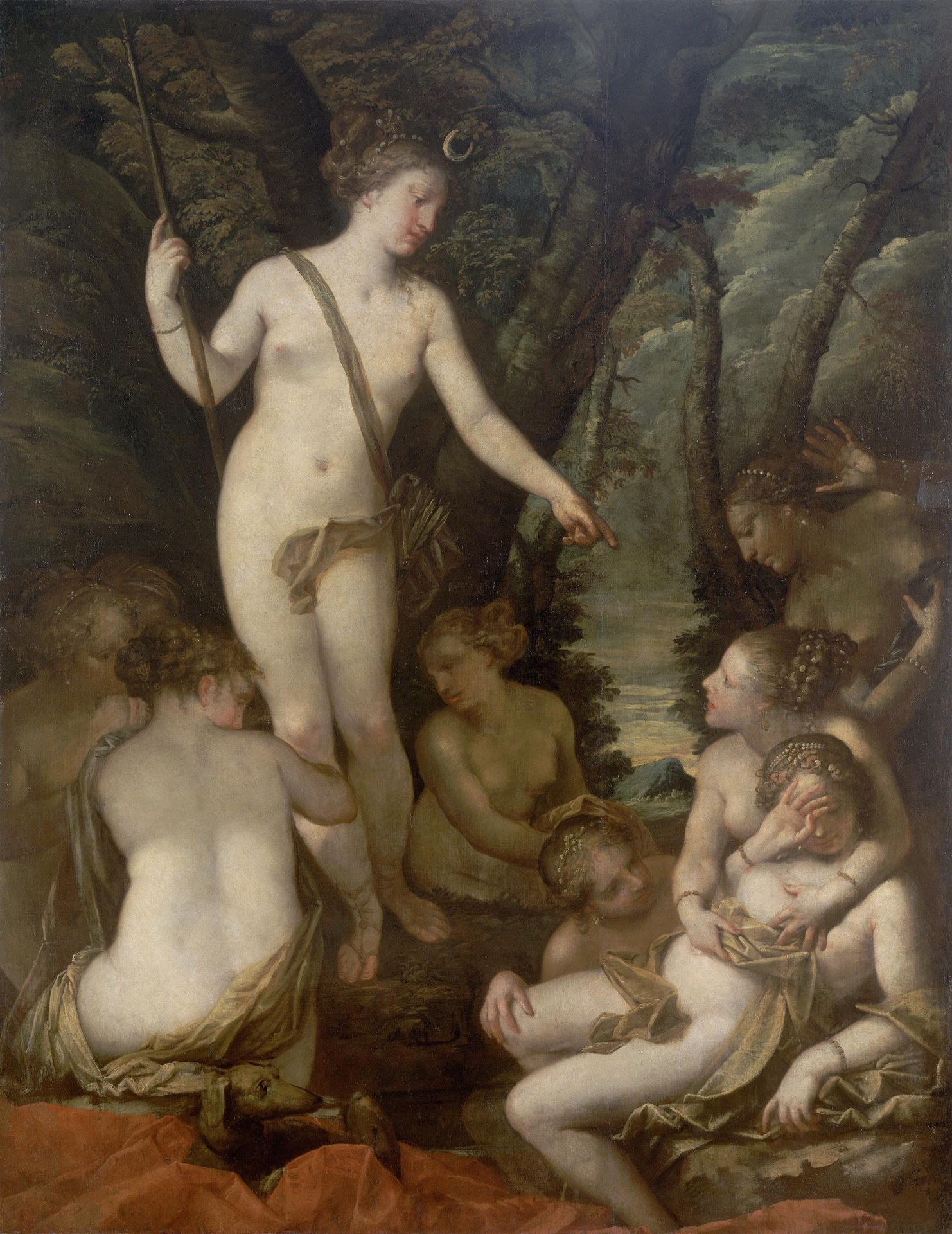
Пьетро Либери. Диана изгоняет нимфу Каллисто

«Каллисто» — одна из значительных венецианских барочных опер, соединившая в себе раскованность, эротизм, остроумное переосмысление современной пасторали в пародийном ключе и высокий психологизм.
К моменту создания «Каллисто» венецианский театральный стиль уже сложился в основных своих чертах. Как отмечала Джейн Гловер, у Фаустини, по обыкновению, главные линии повествования развивались вокруг двух-трёх пар влюблённых, принадлежащих к высшим слоям общества. Они всегда имеют слуг, которые также составляют пары влюблённых. И в «Каллисто» Фаустини сводит два мифологических сюжета к традиционному для венецианской оперы либретто: Каллисто с Юпитером и Диана с Эндимионом составляют две пары, в каждой из них ведущую роль играет представитель пантеона богов. Действие с двумя парами было одной из основополагающих особенностей венецианского театра, который воспринял этот тип сюжета от испанской комедии. Главным героям ассистируют стандартные комические персонажи, типы, восходящие к старому комическому театру. Меркурий — слуга Юпитера, Линфея — наперсница Каллисто. За Линфеей ухаживает молодой фавн Сатирино. Юнона и Пан — ревнивые стороны двух любовных треугольников. Юнону сопровождают Фурии, а Пана — Сильвано и Сатирино. Сочетая две истории, Фаустини смог показать две разные формы неравной любви, а также ввести мотив переодевания (смены идентичности и пола) в случае с реальной и ложной Дианой, что было привычно для венецианского зрителя, причём, для зрителя, в отличие от персонажей, этот сюжетный поворот не составлял секрета.
Ради соответствия классическому Аристотелевскому принципу единства действия, места и времени, Фаустини пришлось пожертвовать одним из поворотных моментов истории Каллисто: обнаружением её беременности во время купания. Фаустини находит следующее решение: Каллисто не узнаёт во время свидания Юпитера в образе Дианы, изнасилования нет. После свидания Каллисто встречается с настоящей Дианой, и, надеясь на продолжение, детально описывает свои интимные переживания и выдаёт богине свою тайну. Таким образом либреттист связывает изгнание Каллисто не с беременностью, а с потерей девственности. Фаустини одновременно приспосабливает древние мифы к современным ему вкусам, не обманывая ожидания публики. Он смягчает жестокость истории, убирая изнасилование.
Партия Юпитера написана для баса, но те сцены, где Юпитер предстаёт в образе Дианы, отданы сопрано — Юпитера пели два певца, второй, возможно, кастрат. В постановке Рене Якобса (1993, Ла Монне) Юпитера исполнил баритон Марчелло Липпи, успешно выступивший в роли и собственно верховного божества, и ложной Дианы. Линия Эндимиона—Дианы дала возможность поднять проблему борьбы между любовью и долгом, а также ввести популярную у венецианской публики сцену сновидения.
Включение истории Эндимиона для либреттиста было связано с выбором из нескольких традиционных вариантов и некоторых дополнений, так как в ней отсутствовало реальное развитие. Персонажи этой сюжетной линии драматургически проработаны слабо. Сделав ставку на целомудрие в отношениях Дианы и Эндимиона, Фаустини до конца оперы держит зрителя, знакомого с различными вариациями мифа, в некотором напряжении. У Фаустини сон Эндимиона не вечен: он засыпает ночью, когда смотрит на Луну, а просыпается после того, как его обнимает Диана.
Ключевым мотивом произведения становится бесплодное ожидание, крушение надежд — Каллисто, Эндимион и Пан не получают того, чего жаждали. В финальном дуэте «Mio tonante» (строго говоря, это трио, но Меркурий вступает лишь дважды и кратко) героиня, возносимая своим спасителем к звёздам, отвечает ему со всем смирением, Альваро Торренте сравнивает катастеризацию Каллисто с Вознесением Девы Марии.
Финал оперы выдержан в духе эпохи: лишь мужчине высокого ранга разрешено нарушать условности. У Юпитера и Каллисто связь оборвана, но появится на свет их сын Аркас. Любовная линия Дианы — Эндимиона завершается лишь целомудренными поцелуями — в этой паре мужчина стоит на более низшей социальной ступени, поэтому нет речи о продолжении рода. Даже комическая пара Сатирино и Линфеи помещается в определённые рамки — Сатирино не может удовлетворить своё желание, потому что он «не имеет силы бога».

## Музыка
В оперном искусстве издавна речитатив отвечает за развитие действия, тогда как ария призвана раскрывать внутренний мир героев, их чувства и мысли, душевные переживания. В середине XVII века в итальянской вокальной музыке ещё не установились определённые стилевые различия между речитативом и арией, как это случится в последующую эпоху. Сближение двух вокальных форм прослеживается и у Кавалли: речитатив мелодичен, ария же имеет небольшую длительность, аккомпанировал ей часто только basso continuo. Связывают речитативы и арии в единое музыкальное полотно ансамбли и вокальные пассажи. Дженнифер Уильямс Браун тем не менее не считает, что музыка «Каллисто» «сплошной поток», она выделяет в партитуре Кавалли более 50 номеров, имеющих индивидуальное строение, из них: 36 сольных номеров, 17 ансамблей и 2 номера для солистов с ансамблем. В своём либретто Фаустини определённо указал тексты, относящиеся к речитативам, и тексты арий. Указаниям Фаустини, за некоторыми исключениями, следовал Кавалли.

### Речитативы
Речитативы обыкновенно не имеют особенной ритмической организации и состоят из строк, имеющих 7 или 11 слогов. Свободный порядок речитатива приближает его к свободе обыденной речи. Тем не менее Фаустини за редким исключением рифмует речитативы, сближая их с ариями. Как сложилось в оперном искусстве за полвека до создания «Каллисто», мелодии речитативов вторят структуре и эмоциям текста. Вокал имитирует речь: акценты и интонации, ускорение, слоговый стиль. Аккомпанирующий речитативу бас плавным снижением отмечает завершение предложения. Таким образом, в целом музыка речитатива обращает внимание слушателя на спонтанность мыслей и действий персонажей, ей не присуща стабильная тональность, повторы, она импульсивна и избегает определённости музыкального метра.
Для слушателя речитативы Кавалли отражают стихию жизни, однако композитором скрупулёзно просчитана их структура. У Кавалли ни одна строка неслучайна в строфе (sentence), и это правдоподобие жизни поддерживается обширным арсеналом мелодических оттенков, смен ритма, гармонических последовательностей. Окончание фразы выделяется кадансом V—I. Внутренние структурные элементы и короткие фрагменты разделяются менее решительно, например, снижающейся линией баса. Внимание слушателя на некоторых строках фиксируется понижением мелодии, задержкой или паузой перед структурным акцентом, при этом, как правило, акцент приходится на сильную долю. Вопросительные фразы обрисованы полукадансом. Такие приёмы используют многие композиторы. Особенностью музыки Кавалли является то, что он находит средства не только для передачи строения стиха, но и отражает чувства персонажа, выраженные в нём.
Речитативы Кавалли обогащаются выразительными деталями. Для них характерно повторение нот в ограниченном диапазоне, но это не мешает создавать ряд замечательных пассажей (например, в 1 сцене 1 акта, такты 119—120). В вокальную линию вводятся хроматизм, переченья, напряжённые диссонансы, используются необычные интервалы. Подобные оттенки призваны показать эмоциональные страдания или физическую боль, а также подчеркнуть эротические моменты. Композитор неординарно использует ритмическую конструкцию речитативов для передачи внутренних переживаний героев. В целом вокальная линия речитативов написана восьмыми нотами, для выделения ударных слогов Кавалли использует ноты с бо́льшей длительностью. Однако, ради достижения непосредственности, впечатления спонтанности, бо́льшей экспрессии, Кавалли нарушает эту схему, снижая или увеличивая скорость и даже приостанавливая движение; позволяя перейти ноте в следующий такт; задерживая сильную долю (например, речитатив Дианы в 10 сцене 1 акта, такты 75—86).
Гармоническое строение речитатива у Кавалли не отличается сложностью — это трезвучия и секстаккорды на нескольких ступенях. Тем не менее, малыми средствами композитор достигает большого эффекта. Следуя за действием, он может перейти границы тональности, использует внезапные сдвиги, работает на контрастах (акт 1, сцена 8, такты 27—34) — такого рода приёмы в ту эпоху допускались только в речитативах. Голос и аккомпанемент нередко сталкиваются, споря между собой, чем создаётся некоторое обострение ситуации, усиление драматического эффекта — таким образом изображаются боль и горе, испытываемые персонажами. Гармония континуо становится основой, вокруг которой голос певца с лёгкостью «сплетает целую паутину» (Уильямс Браун) из диссонансов и консонансов (акт 1, сцена 2, такты 139—141).

### Вокальные партии
Распределение партий по голосам традиционно для оперы того времени. Три женские роли — Каллисто, Диана и Юнона — отданы сопрано. Альт-кастрат исполнял партию Эндимиона, создавая образ слабого, зависимого персонажа, главной темой которого является влечение к Диане. Юпитера, как властителя мира, воплощал бас, в тех сценах, где верховный бог Олимпа превращается в Диану, его роль отдана сопрано. Здесь любовное томление, как и в случае с Эндимионом, выражается высоким голосом, что вполне соответствует традиции оперного театра, где ключевые роли играли кастраты, именно им отдавались партии героев-любовников. Конфидентка Дианы Линфея — сопрано, не сохранилось сведений, что эту партию исполнял тенор. Партия Сатирино написана для кастрата-сопраниста. Меркурио и Сильвано были отданы низким голосам.
Комические арии, так называемые ad spectatores, когда исполнитель обращается непосредственно к зрительному залу, есть в партиях всех персонажей, исключая Каллисто, Диану и Эндимиона. При этом все ad spectatores выдержаны в традиционном для комического театра Венеции духе: нападки на женщин (трио Пана, Сильвано и Сатирино); восхваление роли обмана в любовном поединке (Меркурий); критика мужей, подчиняющихся своим женам (Юпитер и Меркурий); жалоба на измены (Юнона). Эти номера, вставные, не влияют на развитие действия, они могли бы появиться в любой опере того времени.
Арии и ансамбли для Пана и его окружения написаны стихами с ударениями на предпоследнем слоге, так называемыми versi sdruccioli. Как отмечает Розанд, versi sdruccioli использовались в местной опере для обрисовки персонажей «тёмной стороны жизни», обладающих магическими способностями, или действующих лиц из низших слоёв общества.

### Каллисто
Заглавный персонаж оперы — Каллисто — показан в динамическом развитии образа, выраженном через текст и музыку. Ключевыми событиями в её судьбе становятся соблазнение Юпитером, изгнание Дианой и превращение в медведицу по воле Юноны. Вначале она предстаёт девственницей, отвергающей мужскую любовь и выбирающей охоту, с которой Юпитер терпит поражение. Перелом наступает, когда Юпитер предстаёт в обличье Дианы — это реализуется и через смену партии — лже-Диану поёт сопрано. Каллисто сражена, Юпитер-Диана после дуэта, исполняемого в быстром темпе, увлекает её со сцены, оставляя зрителя гадать, что же происходит вне её. У Овидия Юпитер-Диана добивается Каллисто силой. Здесь либретто Фаустини расходится с самым известным вариантом мифа. Следующее появление Каллисто, когда она с восторгом предаётся воспоминаниям о прошедшем свидании, объясняет, что Юпитер не был разоблачён. Нимфа встречает Диану и бросается к ней, надеясь на продолжение свидания («Piacere maggiore»), богиня ничего не понимает и отвергает Каллисто. Каллисто изгнана, своё горе она изливает в арии «Piangete, sospirate», с этого момента в музыкальной характеристике персонажа наступает перелом, героиня словно скована разочарованием. Третий акт начинается чувственным речитативом Каллисто, ожидающей у источника лже-Диану. Она вспоминает о прошлом свидании и предвкушает следующую встречу. Однако её ожидания обмануты: появляется ревнивая Юнона, которая превращает Каллисто в медведицу и лишает её слуха.

### Юпитер

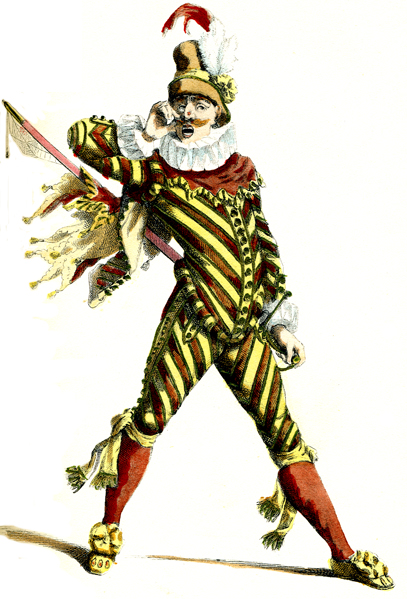
Капитан. Рисунок Мориса Санда. В постановке театра Ла Моннэ (1993) Юпитер был облачён в костюм этого персонажа Комедии дель Арте

Через ряд метаморфоз проходит и образ Юпитера: от владыки, спасающего погибшую Аркадию к влюблённому, способному на всё, чтобы добиться предмета своей страсти. Его вступительный речитатив выдержан в характере учёной речи, полон многозначительных аллегорий. С первой встречей Юпитера и Каллисто его партия принимает лирический характер — бог влюбляется. Музыкальное напряжение растёт с ростом страсти Юпитера до момента его превращения в Диану — с этого момента его простой и понятный язык сопровождает мелодичная музыка. Во втором акте партия Юпитера (в образе Дианы) изменяется в зависимости от того, с кем взаимодействует лже-Диана: Меркурием, Юноной или Каллисто. Встреча с Каллисто (акт II, сцена 7) ознаменована ещё одним дуэтом, более чувственным, чем предыдущий, однако слиться их голосам в порыве страсти мешает присутствие Юноны. Оставшись вдвоём с Меркурием, Юпитер снижает тон. Вместе со своим конфидентом, как заправский покоритель женщин, он исполняет дуэт ad spectatores (обращаясь к публике) «È spedito». Юпитер снова меняется, когда узнает о несчастье Калисто, теперь он выступает как покровитель Каллисто (возвращение к басовой партии), заглаживая свою вину перед нимфой. Он не может обещать ей возврат к человеческому облику в земной жизни, но он превратит её в бессмертное созвездие. В «Bella mia sospirata» — речитативе в форме концертной арии — он раскрывает своё истинное лицо. Каллисто отвечает богу, при этом демонстрируется полное подчинение его воле, её прежняя мелодичная индивидуальность утрачена, она полностью подчиняется воле Юпитера. В момент вознесения героини на небеса голоса Юпитера и Каллисто, наконец, объединяются в любовном дуэте, построенном на нисходящем тетрахорде, с нехарактерным для того времени сочетанием баса и сопрано «Mio foco fatale».

### Юнона
Роль Юноны небольшая, но она важный элемент действия оперы. Её ария в пятой сцене второго акта отмечена выразительностью кратких фраз и яростными взрывами в завершении каждой строфы, подчёркивающими самую известную черту богини — ревность. Гнев Юноны движется по восходящей: в третьем акте пение богини отличается сильнейшими диссонансами в момент, когда она направляет Фурий, которые наказывают Каллисто. Затем наступает смягчение, и, обращаясь к зрителям (снова ария ad spectatores), она сетует на несчастливую долю жён, страдающих от неверных мужей и обречённых «умирать от жажды посреди реки». Традиционно для венецианской оперы в партии Юноны драма сменяется комедией, одновременно усиливаясь на контрасте.

### Эндимион

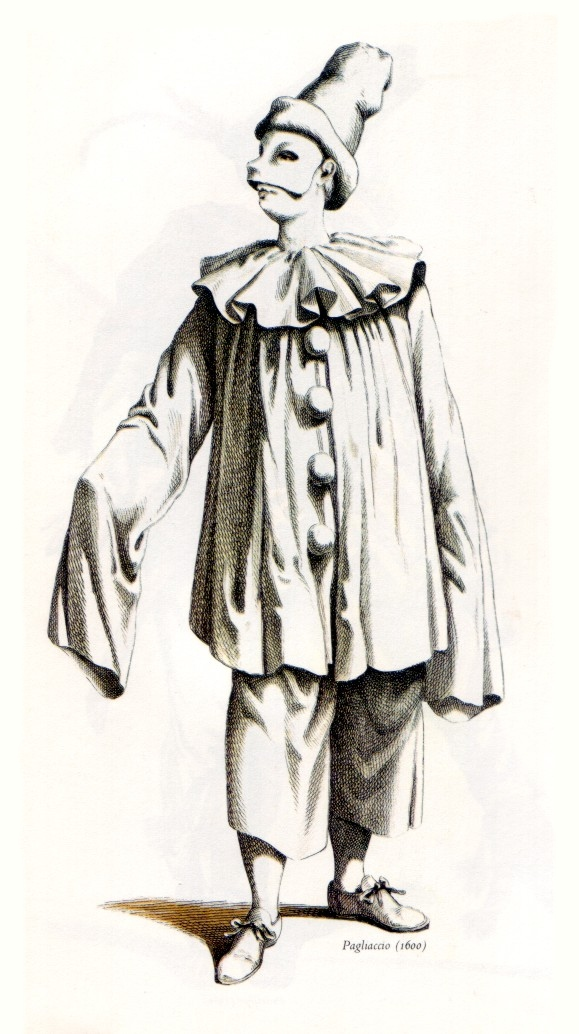
Паяц. Рисунок Мориса Санда. В постановке театра Ла Моннэ (1993) в костюм Паяца (или Пьеро) был облачён Эндимион

Речь Эндимиона отличается изысканной красотой, присущей поэзии маринистов, выразительная музыка, на которую положены стихи, оттеняет их утончённость. Его партия считается одной из самых сложных в музыкальном отношении, она писалась с расчетом на виртуозного исполнителя. Вероятно, создавая её, Кавалли имел в виду индивидуальные способности Черетти. Эндимион — единственный персонаж в «Каллисто», речитативам которого аккомпанируют скрипки (акт второй, сцены первая «Lucidissima face» и десятая «Cor mio, che voi tu?» и акт третий, сцена 7 «Vivo per te, pietosa»), предположительно таким образом изображается таинственный мир сновидений, с которым связан пастух. Когда он погружается в сон, скрипки замолкают. Музыка подчёркивает благородство платонического любовника, противопоставляя его любвеобильному грубоватому Юпитеру.

### Диана
Совершенно другими средствами в музыкальном отношении (в отличие от Эндимиона) обрисована Диана. Её партия состоит в основном из речитативов, у неё нет сольной арии. Возможно, таким образом подчёркивается целомудрие, моральная твёрдость персонажа, её эмоциональная холодность. Но, при виде Эндимиона или вспоминая о нём, Диана смягчается, мелодия становится очень выразительной. В арии «Vivi, vivi a’ nostri amori», исполняемой, когда Диана застаёт пастуха спящим, и никто не может видеть её, она и Эндимион, сменяя друг друга, поют по одной строфе. Подобный приём Кавалли уже применял в пятой сцене первого акта для другой любовной пары — Юпитера и Каллисто. Тем не менее, волшебство обрывается. Диана должна покинуть Эндимиона, в финале сцены звучит их дуэт, где подчёркивается слово «addio» (прощание), словно указывая на невозможность удовлетворения взаимной страсти. Развязка наступает после нескольких испытаний, через которые приходится пройти Эндимиону, преследуемому Паном и его свитой. В третьем акте (сцена пятая) Диана спасает его жизнь, но обуздывает свою страсть — влюблённые ограничиваются нежными поцелуями. Твёрдость Дианы демонстрирует её речитатив в кончертато с Эндимионом. Исследователи расходятся в оценке завершения истории этой любви — так, Хеллер считает, что страсть завершилась разочарованием, так как не была удовлетворена физически. Однако, Торренте отмечает, что в дуэте «Dolcissimi baci», где голоса влюблённых объединяются и сливаются, Кавалли отразил полную гармонию этого платонического союза.